# Tepuente
Tepuente är en ort i Mexiko.   Den ligger i kommunen Xochimilco och delstaten Distrito Federal, i den sydöstra delen av landet, 23 km söder om huvudstaden Mexico City. Tepuente ligger 2 677 meter över havet och antalet invånare är 131.
Terrängen runt Tepuente är huvudsakligen kuperad, men åt nordost är den platt. Runt Tepuente är det mycket tätbefolkat, med 2 431 invånare per kvadratkilometer. Närmaste större samhälle är Iztapalapa, 17,1 km nordost om Tepuente. I omgivningarna runt Tepuente växer huvudsakligen savannskog.